# Курорт-Самоцвет
Курорт-Самоцвет — посёлок в муниципальном образовании Алапаевское Свердловской области России.

## Население
По данным переписи 2023 года проживает 1073 человека.
| Численность населения | Численность населения | Численность населения | Численность населения |
| --------------------- | --------------------- | --------------------- | --------------------- |
| 2002                  | 2010                  | 2019                  | 2023                  |
| 892                   | 651⬊                  | 1051⬈                 | 1073⬈                 |

| 2002 | 2010 |
| ---- | ---- |
| 892  | ↘651 |

## География
Посёлок расположен в сосновом бору на живописном правом (восточном) берегу реки Реж. Название получил от близлежащей станции. Санаторий «Самоцвет» славится лечением сапропелевыми грязями озера Молтаево. Посёлок находится в 130 км к северо-востоку от Екатеринбурга, к востоку от Нижнего Тагила и в 40 км от города Алапаевска (по шоссе 38 км), в 2 км от железнодорожной станции Самоцвет в посёлке Самоцвет. В окрестностях много красивых скал: Камень Говорун и Семь Братьев (памятники природы). Вблизи курорта на противоположном берегу реки Реж находится скала Дунькин Камень. Поблизости от посёлка находится известное озеро Молтаево, известное своими лечебными грязями.

## Уличная сеть
В посёлке две улицы: Центральная и Курортная, а также переулок Восточный, на которых несколько десятков многоквартирных домов разной этажности, из них 5 трёхэтажные, 2 пятиэтажные и более 30-и одноэтажных. Также на улице Центральная расположена основная инфраструктура посёлка: двухэтажная средняя общеобразовательная школа, двухэтажный детский сад, 2 одноэтажных продовольственных магазина и 1 хозяйственный магазин.

## История
На расстоянии 40 км от г. Алапаевска, на берегу реки Реж, в лесопарковой зоне была построена грязелечебница. Позже в 1950 году появился дом отдыха «Самоцвет», при котором существовала контора (здание с колоннами и цифрами на фронтоне) и два двухэтажных спальных корпуса. Люди здесь отдыхали, гуляли по сосновому лесу, дышали чистым воздухом, никакого лечения им не проводилось. Являясь командующим Уральским военным округом, Георгий Константинович Жуков узнал о грязелечебнице и доме отдыха и написал письмо Иосифу Виссарионовичу Сталину с просьбой о возведении в этих местах большого оздоровительного санатория. Сталин дал «добро». В 1951 году началось крупное по тем временам строительство, которое продолжалось 14 лет. Новый санаторий на 1000 мест открыли 15 мая 1965 года и ранее построенные корпуса также были переданы к нему. Копия письма Жукова с «визой» Сталина хранилась в музее «Самоцвета», но при реконструкции была утрачена. В доме с колоннами жил персонал курорта. В 1985 году на курорте Самоцвет отдыхал заместитель председателя Свердловского облисполкома Кондратов Юрий Николаевич (бывший генеральный директор Уралмашзавода). Ему здание с колоннами так понравилось, что он решил его отремонтировать. Прошла реконструкция, была завезена прекрасная мебель, отделаны комнаты, на втором этаже открыт банкетный зал. В нём стали проживать уралмашевцы. Жуков имеет прямое отношение к «Самоцвету», благодаря его ходатайству курорт был построен. Но жизнь всё перекроила: Сталин умер, Жукова перевели в Москву, здравницу строили долго, потом она стала всесоюзной, а затем и вовсе перешла в другие руки.
Далее поселок строился одновременно с курортом как самодостаточный, с компактно расположенными зданиями, замкнутой инфраструктурой и хозяйственно-бытовыми строениями. Единственное, что подавалось сюда извне, так это электроэнергия. Создавался поселок с одной целью: обслуживать санаторий «Самоцвет», который мог принимать уже до полутора тысяч отдыхающих одновременно.
В советские годы вне стен санатория работали прачечная, пекарня, овощехранилище, баня, столовая, котельная, очистные сооружения, скважины и водонапорная скважина, парикмахерская, фотография, швейная и сапожная мастерские, детский сад и школа. Сегодня из этого остались санаторий, а также фельдшерский пункт, школа, детский сад, магазины, водозабор и две котельные (газовая и угольная).

## О санатории
Курорт «Самоцвет» находится в 2,5 км от станционного посёлка Самоцвет. Станции в 2014 году исполнилось 100 лет, а вот курорт берёт своё начало в середине XX века. Первый отдыхающий был принят здесь 15 мая 1965 года. Большую здравницу решили построить в связи с возросшей популярностью лечебных грязей озера Молтаево, которые востребованы до сих пор. На конец 2018 года курорт обладает статусом регионального значения, на территории которого созданы достойные условия для лечения, реабилитации и профилактики различных заболеваний. Санаторий регулярно меняет формы юридического лица, собственников и директоров, но продолжает принимать гостей.

## Транспорт
Адрес курорта: Россия, Свердловская обл., Алапаевский район, пос. Курорт-Самоцвет, Курортная ул., 29.
Маршрут на автомобиле: По Режевскому тракту по указателям на Алапаевск, не доезжая 40 км до города Алапаевска у села Арамашево, двигаться по указателю на Самоцвет. Затем проехать прямо по указателю на Курорт Самоцвет.
Маршрут на общественном транспорте: Пригородным поездом до железнодорожной станции Самоцвет или от Екатеринбурга автобусом до села Арамашево, а затем на другом транспорте — до посёлка Курорт-Самоцвет (автобусы № 516 и № 830 Екатеринбург — Алапаевск).

## Инфраструктура
В посёлке работают клуб с библиотекой, школа, детский сад, окружная больница со станцией скорой помощи, пожарная часть и опорный пункт полиции, отделения почты и «Сбербанка».

## Промышленность
- Обособленное подразделение «Санаторий „Самоцвет“».